# Петруччи, Джованни
Джованни «Джанни» Петруччи (итал. Giovanni Petrucci; род. 19 июля 1945, Рим, Королевство Италия) — деятель итальянского олимпийского движения.

## Биография
До 1976 года, в течение 8 лет, работал в генеральном секретариате Национального олимпийского комитета Италии.
С 1976 года работал в Профессиональной футбольной лиге в Милане.
С 1977 года по 1985 год — генеральный секретарь Итальянской федерации баскетбола.
С 1985 года по 1991 год — генеральный секретарь Итальянской федерации футбола. Занимал должность чрезвычайного комиссара Итальянской ассоциации футбольных арбитров.
С 21 ноября 1992 года по 1999 год — президент Итальянской федерации баскетбола.
С 20 мая 1994 года — член исполкома Международной федерации баскетбола (ФИБА)
С 1997 года — член исполнительного комитета Национального олимпийского комитета Италии.
С 28 января 1999 года по 14 января 2013 года — президент Национального олимпийского комитета Италии.
С 2000 года по 2001 год — чрезвычайный комиссар Итальянской федерации футбола.

## Награды
- Кавалер Большого креста ордена «За заслуги перед Итальянской Республикой» (27 сентября 2004 года)[1]
- Великий офицер ордена «За заслуги перед Итальянской Республикой» (27 декабря 2000 года)[2]
- Командор ордена «За заслуги перед Итальянской Республикой» (22 июля 1991 года)[3]

## Семья
Женат, имеет двоих детей.